# 라 브레아
《라 브레아》(영어: La Brea)는 2021년부터 2024년까지 NBC에서 방영된 미국의 SF 드라마 텔레비전 시리즈이다.

## 개요
2021년 9월 26일 로스앤젤레스 라브레아 타르 웅덩이와 윌셔대로에 거대한 땅꺼짐이 발생하여 여러 사람들이 차량, 피터슨 자동차 박물관을 비롯한 건물들과 함께 아득한 밑바닥으로 떨어진다. 그러나 생존자들은 자신들이 불가해하게도 위험천만한 원시 시대의 땅에 도착했다는 걸 알게 된다. 조사가 진행됨에 따라 이곳은 기원전 제10천년기의 동일 장소라는 게 밝혀지고, 생존자들은 시간의 문이 닫히기 전에 현재로 되돌아갈 방법을 찾는다.

## 출연진
메인
- 내털리 지 - 이브 해리스 역
- 오언 매컨 - 개빈 해리스 역
- 존 세이다 - 샘 벌레즈 역
- 니컬러스 곤잘레즈 - 리바이 델가도 역
- 토난친 카멜로 - 파라 역

리커링
- 아이오니 스카이 - 제시카 해리스 역
- 마크 리 - 노인 역